# Lojzka Bratuž
Lojzka Bratuž (Gorizia, 19 giugno 1934 – Gorizia, 4 maggio 2019) è stata una slavista e saggista slovena Fu una delle figure più note della lingua e cultura slovena in Italia..

## Biografia
Lojzka Bratuž nacque a Gorizia dal compositore e maestro di cappella Lojze Bratuž e dalla maestra elementare e poetessa Ljubka Šorli. La sua vita fu segnata dalla violenza fascista, la cui prima vittima in famiglia fu suo padre quando lei aveva appena due anni. Svolse i suoi studi elementari e superiori a Gorizia, poi si laureò in lettere a Trieste nel 1967. Insegnò letteratura slovena nelle scuole di lingua slovena a Gorizia, e all'università di Udine.

## Pubblicazioni
- Karel Mihael Attems: Slovenske pridige. Trst: Založništvo tržaškega tiska, 1993.
- Manoscritti sloveni del Settecento : omelie di Carlo Michele d'Attems (1711–1774) primo arcivescovo di Gorizia. Udine: Istituto di lingue e letterature dell'Europa orientale, 1993.
- Gorica v slovenski književnosti: izbor poezije in proze. Gorica: Goriška Mohorjeva družba, 1996.
- Gorizia nella letteratura slovena: poesie e prose scelte. Gorizia: Goriška Mohorjeva družba, 1997.
- Iz goriške preteklosti: besedila in liki. Gorica: Goriška Mohorjeva družba, 2001.
- Iz primorske kulturne dediščine. Gorica: Zadruga Goriška Mohorjeva, 2008.
- Est Europa. Vol. 1, Miscellanea Slovenica: dedicata a Martin Jevnikar in occasione del Suo 70º compleanno. Udine: Università degli studi di Udine, Istituto di lingue e letterature dell'Europa orientale »Jan I.N. Baudouin de Courtenay«, 1984.
- Preroditeljska prizadevanja Valentina Staniča in drugih goriških piscev. Obdobje slovenskega narodnega preporoda. Ljubljana: Filozofska fakulteta, Znanstveni inštitut, 1991 (Obdobja, 11). 251–260.
- Mirko Filej: 1912–1962. Ur.: Lojzka Bratuž. Gorica: Združenje cerkvenih pevskih zborov, 2002.
- Rebulov zbornik: ob pisateljevi osemdesetletnici. Trst: Mladika, Gorica: Goriška Mohorjeva družba, Trst, Gorica, Videm: Slavistično društvo, 2005.
- Gregorčič: Canti scelti. Ur.: Lojzka Bratuž. Trst: Editoriale Stampa Triestina, 1990.
- Simon Gregorčič: Izbrane poezije: ob stoletnici pesnikove smrti. Ur.: Lojzka Bratuž. Gorica: Goriška Mohorjeva dužba, Celje: Mohorjeva družba, Celovec: Mohorjeva, 2006.
- Zgodba o Petru Kupljeniku v slovenski književnosti. Kranjski zbornik, 2005. 141–147.
- Kulturno življenje Slovencev v Italiji. Narodne manjšine – zbornik referatov in razprav na znanstvenem srečanju, 30.–31. marca 1989. Ljubljana: SAZU, 1990. 73–79.
- Primeri rokopisnega gradiva v slovenskem jeziku na Goriškem od 16. do 19. stoletja. Goriški letnik, št. 27 (2000), 131–142.
- Branko Marušič, Lojzka Bratuž idr.: Goriza 1001–2001: Slovenci v Gorici/Gli Sloveni di Gorizia. Gorica: SLORI – Slovenski raziskovalni inštitut/Istituto sloveno di ricerche, 2002.